# Myzozytose
Myzozytose (aus dem griechischen: myzein (μυζεῖν) „saugen“ und kytos (κύτος) „Behälter“, in diesem Fall „Zelle“) ist eine Fraßmethode von einigen heterotrophen Organismen. Der myzozytierende Einzeller durchsticht dabei die Zellhülle der Beutezelle mit einem Schlauch oder einer Röhre (Conoid genannt) und saugt den Zellinhalt aus, weshalb die Myzozytose auch als eine Art „Zellvampirismus“ gilt.
Der ausgesaugte Zellinhalt wird in eine Vakuole eingeschlossen und verdaut. Bei einigen Dinoflagellaten kann jedoch beobachtet werden, dass speziell Chloroplasten erhalten bleiben, und als Kleptoplastiden weiter funktionieren. Diese Kleptoplastidie spielt eine wichtige Rolle für die Erklärung der Endosymbiontentheorie.

## Beispiele
Ein klassisches Beispiel für Myzozytose ist die Fraßmethode des wenig bekannten Ciliaten Didinium. Diese Suctorie ernährt sich allein durch Myzozytose.
Viele thekate Dinoflagellaten wie beispielsweise Dinophysis nutzen ebenfalls die Myzozytose, um sich von Beutezellen zu ernähren, die deutlich größer sind als sie selbst. Bei Pfiesteria, der neben Plankton auch Zellen von Fischen befällt, kann die Wirkung so massiv sein, dass die Fische durch die Hautverletzung sterben.